# Wisselsteller

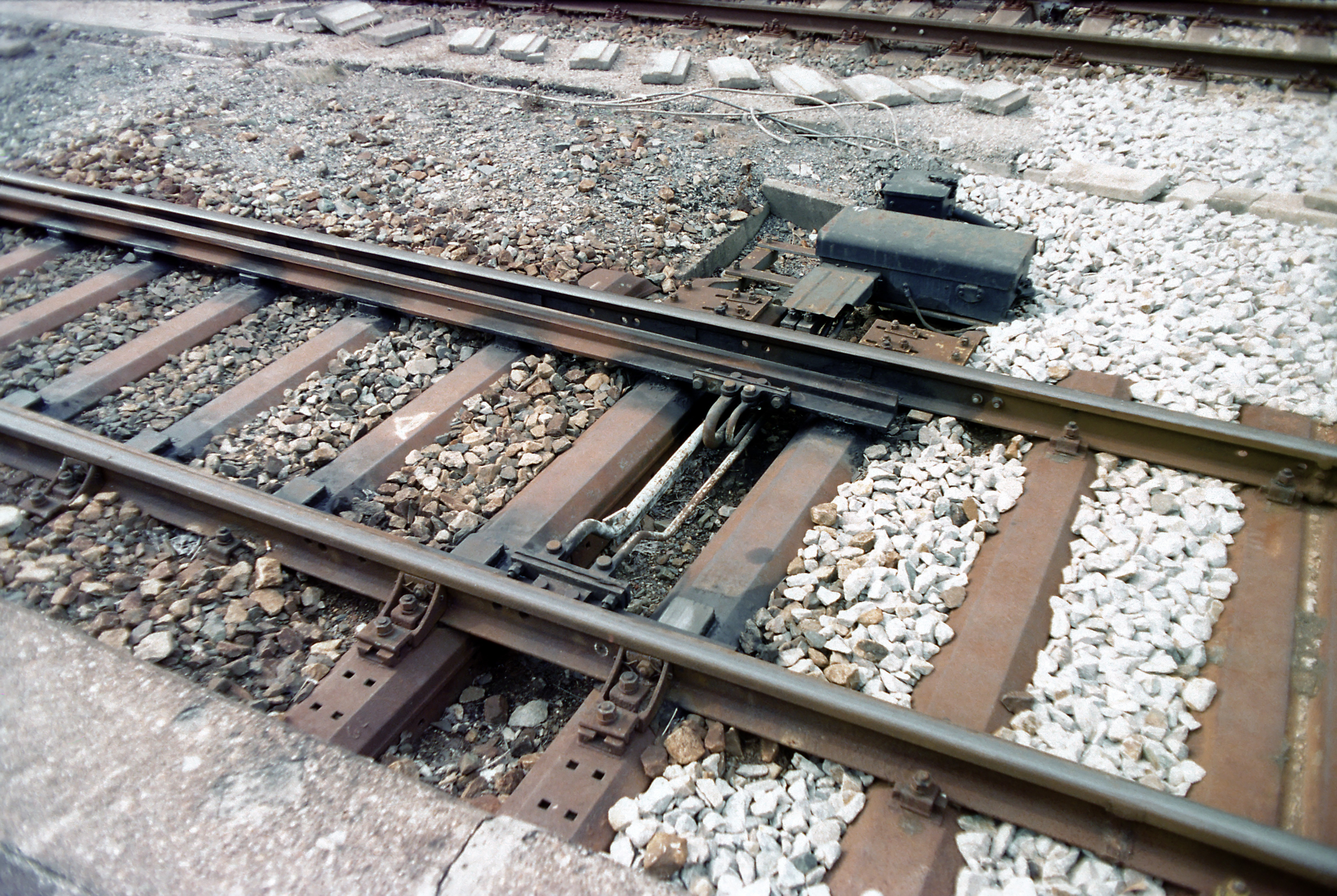
Een wisselsteller.

Een wisselsteller is een onderdeel van het bedieningsmechanisme van een wissel. Het verzorgt het heen en weer bewegen van de wisseltongen.
Een wissel telt gewoonlijk twee wisseltongen, die tegelijkertijd door de wisselsteller bewogen worden. Bij een engels wissel worden vier tongen tegelijk bewogen. Bij een ontspoortong beweegt een wisselsteller slechts één tong.

## Werking
Elke tong is met twee stangen verbonden aan de wisselsteller. De wisseltong wordt omgesteld met de dunne stang, en de ligging van de wisseltong wordt gecontroleerd via de dikke stang.
Wisselstellers kunnen op meerdere manieren worden in beweging worden gezet:
- Op weiniggebruikte emplacementen worden wisselstellers soms nog ter plekke met de hand bediend. Zo'n wissel wordt dus door een rangeerder of door de machinist omgesteld, en niet op afstand door een wachter. Hier kan de beveiliging niet controleren of het veilig is het wissel om te stellen. Deze wissels zijn vaak vergrendeld zodat ze niet zomaar omgesteld kunnen worden. Vaak kan de sleutel van de grendel verkregen worden bij de seinpost. Aan de wisselsteller zit een gewicht dat ervoor zorgt dat het wissel goed in de ingestelde stand blijft liggen. Soms is dat gewicht in twee kleuren beschilderd, zwart en wit, en het spoorwegpersoneel moet het wissel dan steeds achterlaten met de witte kant boven.
- Bij de mechanische, klassieke beveiliging wordt de wisselsteller met hendels en trekdraden in beweging gebracht. De klassieke beveiliging voorkomt dat een hendel in beweging kan worden gebracht als dit niet veilig is. In Nederland komt dit alleen nog voor bij museumspoorlijnen.
- De meeste wisselstellers zijn tegenwoordig elektrisch, soms ook hydraulisch. Ook hier voorkomt de beveiliging dat wisselstellers in beweging komen als dat niet veilig is. Ze worden gewoonlijk op afstand bediend door de treindienstleider. In een enkel geval wordt een wissel bediend door een rangeerder, zoals op emplacementen soms ter plaatse met bijvoorbeeld een sleutelkast. Wissels van passeersporen van lokale spoorlijnen soms bediend met een infraroodvoorziening door een machinist.

## Slanke wissels
Wissels die geschikt zijn voor hoge snelheden zijn 'lang' of 'slank' en hebben lange wisseltongen, die vaak door meerdere wisselstellers worden omgesteld. Bij storingen vereist het handmatig omkrukken van wissels met meerdere wissestellers het exact volgen van de instructie, omdat anders het wissel beschadigd kan raken. Wissels voor hoge snelheden hebben ook vaak een beweegbaar puntstuk, dat dan zijn eigen stellers heeft.

## Verhelpen van een storing door een machinist
Onderzocht zijn de mogelijkheden om machinisten van NS in te zetten bij kleine verstoringen, met name bij het sneeuwvrij maken van wissels en het met de hand omstellen van wissels. Volgens de geldende veiligheidsvoorschriften voor werken aan het spoor zou dit volgens de staatssecretaris alleen kunnen op trajecten met enkelspoor. Aangezien NS maar weinig trajecten met enkelspoor gebruikt en die bovendien weinig wissels hebben wordt het niet lonend geacht alle machinisten die daar weleens rijden de hiervoor nodige instructies en uitrusting te geven.

## Verwijzingen
1. ↑   De staatssecretaris van Infrastructuur en Milieu, Wilma J. Mansveld, Nadere toelichting n.a.v. AO Winterweer 23 oktober 2012 1 (26 november 2012). “Zo is het niet toegestaan dit soort werkzaamheden [het handmatig sneeuwvrij maken van wissels] uit te voeren op trajecten met dubbel spoor (dus waar treinen langs elkaar heen kunnen rijden).” [dode link]